# Proselytismus

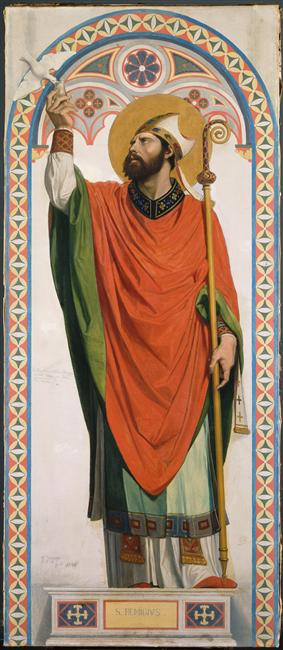
Proselyta Svatý Remigius, apoštol Franků

Proselytismus je cílené získávání nových věřících pro nějakou náboženskou společnost změnou jejich původního náboženského přesvědčení.
Proselytismus je odvozen od slova proselyta, které pochází z řeckého proserchomai – příchozí. Je překladem staršího hebrejského výrazu pro člověka, který přestoupil k židovství, později pohana, který přistoupil ke křesťanství. Proselytismus je pak cílená snaha náboženské společnosti takové proselyty získat. Proselytismus je často chápán negativně, jako druh nátlaku. V historii se také často o skutečný nátlak jednalo.
V současnosti je v některých státech, zejména islámských, proselytismus trestný. Mezi některými církvemi také existují dohody o neprovozování vzájemného proselytismu. [zdroj?]

## Dharmická náboženství
Buddhistický proselytismus v době krále Ašóky (260-218 př. n. l.), pomocí Ašókových ediktů.
Proselytizace je cizí indickým náboženstvím, jako je hinduismus , buddhismus , džinismus a sikhismus, ačkoli jsou do značné míry pluralitní.

### Buddhismus
Buddhismus nemá akceptovanou ani silnou tradici proselytismu, protože Buddha učil své následovníky, aby respektovali jiná náboženství a duchovenstvo. Císař Ašóka však poslal královské misionáře do různých království, a také poslal svého syna a dceru jako misionáře na Šrí Lanku po jeho konverzi k buddhismu. Od agresivní proselytizace je ve velkých buddhistických školách odrazováno a buddhisté se neúčastní proselytizace.
Někteří přívrženci Ničirenova buddhismu proselytizují při procesu zvaném Shakubuku.

### Hinduismus
Hinduismu postrádá tradici proselytismu. Klasický hinduismus představuje rozmanitost názorů a teologie. Jeho následovníci mohou svobodně následovat jakékoli teistické, neteistické nebo jiné myšlenky, o které se zajímají. Následovníci si mohou vybrat nebo změnit jakoukoli filosofii nebo víru, kterou si oblíbili, a uctívat jakéhokoli osobního boha nebo bohyně způsobem, který považují za vhodný. V moderní době byla náboženská konverze k hinduismu kontroverzním tématem. Někteří říkají, že koncept misionářské činnosti a proselytismu je proti k předpisům hinduismu.
Zatímco proselytismus není součástí hindské tradice, náboženská přeměna na různé tradice v hinduismu, jako je vaišnavismus, Shaivismus a šaktismus, má dlouhou historii.
Debata o proselytizaci a náboženské přeměně mezi křesťanstvím, islámem a hinduismem je novější a začala v 19. století.  Náboženští vůdci některých hinduistických reformních hnutí, jako je Arya Samaj, zahájili hnutí Šuddhi, aby proselytizovali a vrátili muslimy a křesťany zpět k hinduismu,  zatímco jiní navrhovali, aby byl hinduismus nemisionářské náboženství. Všechny tyto sekty hinduismu přivítaly do své komunity nové členy.

#### Hare Krishna
Jedna skupina, která je považována za odnož polyteistického hinduismu je Mezinárodní společnost pro vědomí Krišny (ve skutečnosti představující dávnou monoteistickou tradici vajšnavismu a konkrétněji jeho reformovanou větev gaudíja-vajšnavismu). Příznivci ISKCONu nemají žádné kodifikované rituály obrácení. Rituály považují jen za projev (vnější obal, oděv) podstaty víry (smyslu, přirozeného stavu duše). Podporují rozvoj regulovaného a uvědomělého způsobu života a recitaci mantry Hare Krišna jako prostředku k očištění vědomí od zjištných motivů vlastního chtíče, jelikož bez tohoto očištění není možné dosáhnout důvěrného, láskyplného vztahu s Bohem. Příznivci ISKCONu věří v jediného Boha, kterého v různých tradicích podle kontextu nazývají různými jmény (např.: Adonaj = Pán, Hospodin zástupů Ex 12,41; Jah (Jehova) = Skutečný, Nejvyšší Ex 15,2; Melech = Král Jr 32,27; Al-malik = Král a vládce Kor 29:45; Al-alím = Vševědoucí; Sarvadžana = Vševědoucí; Krišna = Nejpřitažlivější BG 1.28; Madhava = Přinášející rozkvět BG 1.14; Hari = Zbavující veškerého utrpení a úzkosti BG 11.9; Hrišikéša = Pán smyslů BG 18.1). Obecně přijímaná představa mezi oddanými vědomí Krišny je taková, že není nutno konvertovat k jiné duchovní tradici (oblékat si jiný oděv), ale důsledným následováním pravidel a doporučení každé duchovní tradice (změnou duše - toho, na kom je oděv oblečen) je možné dosáhnout stejného důvěrného, láskyplného vztahu s Bohem.

### Džinismus
Mahávíra (599–527 př. n. l.), 24. Tírthankara džinismu, vyvinul ranou filosofii týkající se relativismu a subjektivismu známého jako Anekantavada . V důsledku tohoto přijetí alternativních náboženských praktik fenomén proselytizace v těchto náboženstvích většinou chybí, ale není neznámý.

### Sikhismus
Sikhismus není proselytizující náboženství a proselytismus je z velké části odrazován „silou nebo podněcováním“ z přesvědčení, že každý člověk má základní právo svobodně praktikovat své náboženství.

## Proselytismus dnes
V minulosti moskevský patriarcha Alexij II. opakovaně obvinil Vatikán z proselytismu prostřednictvím misionářů na ruském území. Vatikán obvinění z proselytismu odmítá.